# Nancy Wilson (Sängerin)

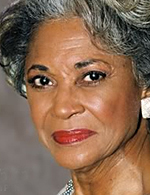
Nancy Wilson (2004)

Nancy Sue Wilson (* 20. Februar 1937 in Chillicothe, Ohio; † 13. Dezember 2018 in Pioneertown, Kalifornien) war eine US-amerikanische Jazz-Sängerin und mehrfache Grammy-Preisträgerin. Sie nahm auch mehrere Werke in den Bereichen Pop, R&B, Soul und Disco auf. Insgesamt platzierte sie 34 Alben in den amerikanischen Alben-Charts. Das Time-Magazine nannte sie 1964 die „voraussichtliche Erbin von Ella Fitzgerald“ und beschrieb ihr Werk als „eine Abhandlung über Vielfalt und Geschmack, gesponnen von einer Stimme von beweglicher Anmut, mit Kenntnis der Jazz-Flexion und -Phrasierung“. Sie war als „Song-Stylistin“ bekannt.

## Leben
Nancy Wilson begann ihre Karriere in den 1950er Jahren als Sängerin in Jazzclubs in der Umgebung von Columbus (Ohio). Ihre ersten Schallplatten nahm sie Ende des Jahrzehnts auf. Sie unterschrieb außerdem einen Vertrag bei der renommierten Plattenfirma Capitol Records und veröffentlichte hier 1960 ihr Debüt Like in Love. Wilson blieb bis 1980 bei Capitol unter Vertrag. In den 1960er Jahren wurde sie zu einer der populärsten Jazzsängerinnen und erhielt sogar eine eigene Fernsehshow, wo sie über die Grenzen des Jazz hinaus auch Popsongs sang, die ihre Beliebtheit nur noch größer werden ließen. 1964 wurde sie für ihre Interpretation von (You Don’t Know) How Glad I Am mit einem Grammy für die beste Gesangsleistung im Rhythm-and-Blues-Bereich ausgezeichnet. Sie trat mit Nat King Cole und Sarah Vaughan in Konzerten auf. Für ihre Nancy Wilson Show erhielt sie einen Emmy Award und war auch häufig Gast in anderen Shows. Sie trat außerdem regelmäßig in Las Vegas auf.

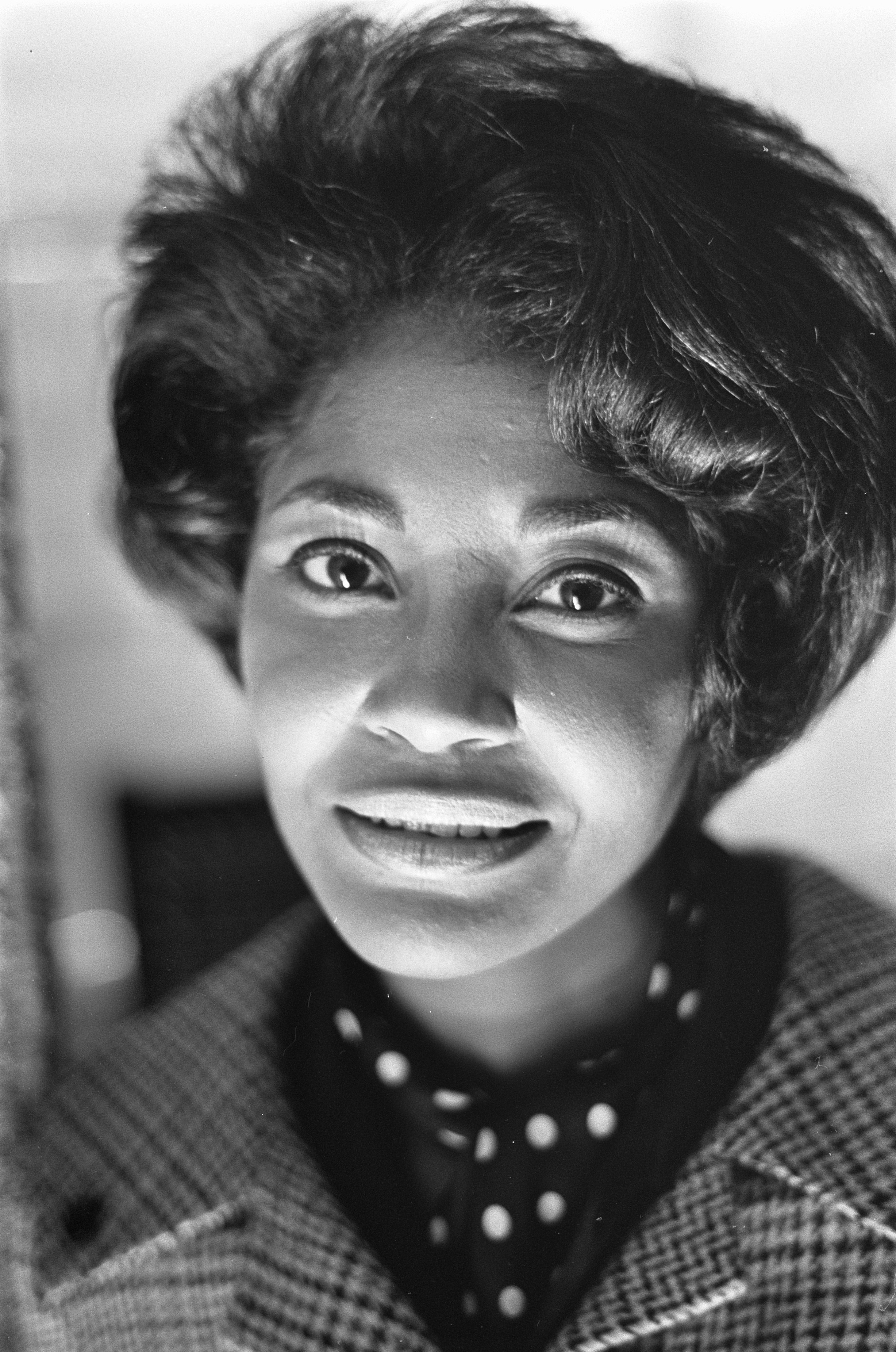
1968

Ab Mitte der 1970er nahm sie mehrere Platten im Disco-Stil auf, darunter die kleineren Hits in den R&B-Charts, I’m Gonna Let Ya (1978) und Life, Love And Harmony (1979). Noch auf der letzten LP für Capitol, Take My Love (1980), sind Disco-Stücke enthalten.
Als die Popularität von Personalityshows abnahm, kehrte sie in den 1980er Jahren zurück zum Jazz und arbeitete mit Musikern wie Hank Jones, Art Farmer oder Henry Johnson. Mit Ramsey Lewis spielte sie gleich drei Alben ein: The Two of Us (1984), Simple Pleasures (2002) und Meant to Be (2003). Für ihr letztes Studio-Album zu Lebzeiten Turned to Blue (2006) erhielt sie 2007, wie bereits 2005 für R.S.V.P. (Rare Songs, Very Personal), den Grammy für das beste Vokalalbum im Jazz.
2004 erhielt sie das Jazz Masters Fellowship der staatlichen NEA-Stiftung.
Wilson moderierte von 1996 bis 2005 die NPR-Show Jazz Profiles. In der Serie wurden Legenden des Jazz und ihre Musik in Interviews, Kommentaren und Berichten vorgestellt. Nancy Wilson und das Programm erhielten für die Produktion den George Foster Peabody Award im Jahr 2001. Ab 2011 trat sie nicht mehr auf.
Nancy Wilson starb im Dezember 2018 nach langer Krankheit zu Hause in Pioneertown in Kalifornien, einer Wüstengemeinde nahe dem Joshua-Tree-Nationalpark.

## Diskografie

### Alben
| Jahr | Titel Musiklabel                                    | Höchstplatzierung, Gesamtwochen, AuszeichnungChartplatzierungen (Jahr, Titel, Musiklabel, Platzierungen, Wochen, Auszeichnungen, Anmerkungen) | Höchstplatzierung, Gesamtwochen, AuszeichnungChartplatzierungen (Jahr, Titel, Musiklabel, Platzierungen, Wochen, Auszeichnungen, Anmerkungen) | Anmerkungen             |
| Jahr | Titel Musiklabel                                    | US | R&B | Anmerkungen             |
| ---- | --------------------------------------------------- | --- | --- | ----------------------- |
| 1962 | Nancy Wilson/Cannonball Adderley Capitol T-1657     | US30 (21 Wo.)US | — | mit Cannonball Adderley |
| 1962 | Hello Young Lovers Capitol T-1767                   | US49 (18 Wo.)US | — |                         |
| 1963 | Broadway – My Way Capitol T-1828                    | US18 (46 Wo.)US | — |                         |
| 1963 | Hollywood – My Way Capitol T-1934                   | US11 (59 Wo.)US | — |                         |
| 1963 | Yesterday’s Love Songs/Today’s Blues Capitol T-2012 | US4 (42 Wo.)US | — |                         |
| 1964 | Today, Tomorrow, Forever Capitol T-2082             | US10 (30 Wo.)US | — |                         |
| 1964 | How Glad I Am Capitol T-2155                        | US4 (31 Wo.)US | — |                         |
| 1965 | Today My Way Capitol T-2321                         | US7 (21 Wo.)US | R&B2 (11 Wo.)R&B |                         |
| 1965 | Gentle Is My Love Capitol T-2351                    | US17 (24 Wo.)US | R&B7 (6 Wo.)R&B |                         |
| 1966 | From Broadway with Love Capitol T-2433              | US44 (18 Wo.)US | — |                         |
| 1966 | A Touch of Today Capitol T-2495                     | US15 (33 Wo.)US | R&B4 (18 Wo.)R&B |                         |
| 1966 | Tender Loving Care Capitol T-2555                   | US35 (23 Wo.)US | R&B3 (19 Wo.)R&B |                         |
| 1966 | Nancy – Naturally Capitol T-2634                    | US35 (21 Wo.)US | R&B4 (20 Wo.)R&B |                         |
| 1967 | Just for Now Capitol T-2712                         | US40 (15 Wo.)US | R&B8 (12 Wo.)R&B |                         |
| 1967 | Lush Life Capitol T-2757                            | US46 (19 Wo.)US | R&B8 (9 Wo.)R&B |                         |
| 1968 | Welcome to My Love Capitol T-2844                   | US115 (17 Wo.)US | R&B26 (8 Wo.)R&B |                         |
| 1968 | Easy Capitol ST-2909                                | US51 (24 Wo.)US | R&B5 (25 Wo.)R&B |                         |
| 1968 | The Sound of Nancy Wilson Capitol ST-2970           | US122 (7 Wo.)US | R&B20 (7 Wo.)R&B |                         |
| 1969 | Nancy Capitol ST-148                                | US117 (14 Wo.)US | R&B38 (11 Wo.)R&B |                         |
| 1969 | Son of a Preacher Man Capitol ST-234                | US122 (15 Wo.)US | R&B20 (23 Wo.)R&B |                         |
| 1969 | Hurt So Bad Capitol ST-353                          | US92 (18 Wo.)US | R&B19 (14 Wo.)R&B |                         |
| 1970 | Can’t Take My Eyes Off You Capitol ST-429           | US155 (6 Wo.)US | R&B38 (6 Wo.)R&B |                         |
| 1970 | Now I’m a Woman Capitol ST-541                      | US54 (21 Wo.)US | R&B5 (23 Wo.)R&B |                         |
| 1971 | But Beautiful Capitol ST-798                        | US185 (5 Wo.)US | — |                         |
| 1971 | Kaleidoscope Capitol ST-852                         | US151 (6 Wo.)US | — |                         |
| 1974 | All in Love Is Fair Capitol ST-11 317               | US97 (18 Wo.)US | R&B11 (16 Wo.)R&B |                         |
| 1975 | Come Get to This Capitol ST-11 386                  | US119 (10 Wo.)US | R&B14 (13 Wo.)R&B |                         |
| 1976 | This Mother’s Daughter Capitol ST-11 518            | US126 (13 Wo.)US | R&B26 (14 Wo.)R&B |                         |
| 1977 | I’ve Never Been to Me Capitol ST-11 659             | US193 (1 Wo.)US | R&B42 (9 Wo.)R&B |                         |
| 1984 | The Two of Us Columbia FC-39 326                    | US144 (9 Wo.)US | R&B42 (12 Wo.)R&B | mit Ramsey Lewis        |
| 1990 | A Lady with a Song Columbia C-45 378                | — | R&B68 (17 Wo.)R&B |                         |
| 1994 | Love, Nancy Columbia CK-57 425                      | — | R&B63 (12 Wo.)R&B |                         |

grau schraffiert: keine Chartdaten aus diesem Jahr verfügbar
Weitere Alben
- 1960: Like in Love
- 1960: Something Wonderful
- 1961: The Swingin’s Mutual! (mit George Shearing Quartet)
- 1973: I Know I Love Him
- 1978: Music on My Mind
- 1979: Life, Love and Harmony
- 1980: Take My Love
- 1982: What’s New (mit The Great Jazz Trio)
- 1983: I’ll Be a Song
- 1984: Godsend
- 1985: Keep You Satisfied
- 1987: Forbidden Lover
- 1988: Nancy Now!
- 1991: With My Lover Beside Me
- 1997: If I Had My Way
- 2001: A Nancy Wilson Christmas
- 2002: Meant to Be (mit Ramsey Lewis)
- 2003: Simple Pleasures (mit Ramsey Lewis)
- 2004: R.S.V.P. (Rare Songs, Very Personal)
- 2006: Turned to Blue

### Livealben
| Jahr | Titel Musiklabel                        | Höchstplatzierung, Gesamtwochen, AuszeichnungChartplatzierungen (Jahr, Titel, Musiklabel, Platzierungen, Wochen, Auszeichnungen, Anmerkungen) | Höchstplatzierung, Gesamtwochen, AuszeichnungChartplatzierungen (Jahr, Titel, Musiklabel, Platzierungen, Wochen, Auszeichnungen, Anmerkungen) | Anmerkungen |
| Jahr | Titel Musiklabel                        | US | R&B | Anmerkungen |
| ---- | --------------------------------------- | --- | --- | ----------- |
| 1965 | The Nancy Wilson Show! Capitol KAO-2136 | US24 (29 Wo.)US | R&B4 (10 Wo.)R&B |             |

Weitere Livealben
- 1981: At My Best
- 1982: Echoes of an Era 2: The Concert (mit Joe Henderson, Chick Corea, Stanley Clarke & Lenny White)

### Kompilationen
| Jahr | Titel Musiklabel                           | Höchstplatzierung, Gesamtwochen, AuszeichnungChartplatzierungen (Jahr, Titel, Musiklabel, Platzierungen, Wochen, Auszeichnungen, Anmerkungen) | Höchstplatzierung, Gesamtwochen, AuszeichnungChartplatzierungen (Jahr, Titel, Musiklabel, Platzierungen, Wochen, Auszeichnungen, Anmerkungen) | Anmerkungen |
| Jahr | Titel Musiklabel                           | US | R&B | Anmerkungen |
| ---- | ------------------------------------------ | --- | --- | ----------- |
| 1968 | The Best of Nancy Wilson Capitol SKAO-2947 | US145 (14 Wo.)US | R&B23 (14 Wo.)R&B |             |
| 1969 | Close-Up Capitol SWBB-256                  | US193 (2 Wo.)US | — |             |
| 1969 | The Right to Love Capitol ST-163           | US185 (3 Wo.)US | — |             |

Weitere Kompilationen
- 1982: 20 Golden Greats
- 1986: Nancy Wilson’s Greatest Hits
- 1991: I Wish You Love
- 1995: Spotlight On Nancy Wilson
- 1996: The Best of Nancy Wilson
- 1999: Greatest Hits

### Singles
| Jahr | Titel Album                                                | Höchstplatzierung, Gesamtwochen, AuszeichnungChartplatzierungen (Jahr, Titel, Album, Platzierungen, Wochen, Auszeichnungen, Anmerkungen) | Höchstplatzierung, Gesamtwochen, AuszeichnungChartplatzierungen (Jahr, Titel, Album, Platzierungen, Wochen, Auszeichnungen, Anmerkungen) | Anmerkungen                                |
| Jahr | Titel Album                                                | US | R&B | Anmerkungen                                |
| ---- | ---------------------------------------------------------- | --- | --- | ------------------------------------------ |
| 1962 | Save Your Love for Me Nancy Wilson/Cannonball Adderley     | — | R&B11 (5 Wo.)R&B |                                            |
| 1963 | Tell Me the Truth –                                        | US73 (6 Wo.)US | R&B22 (2 Wo.)R&B |                                            |
| 1964 | (You Don’t Know) How Glad I Am How Glad I Am               | US11 (11 Wo.)US | R&B45 (1 Wo.)R&B |                                            |
| 1964 | I Want Be with You How Glad I Am                           | US57 (5 Wo.)US | — |                                            |
| 1965 | Don’t Come Running Back to Me Today My Way                 | US58 (5 Wo.)US | — |                                            |
| 1966 | Uptight (Everything’s Alright) A Touch of Today            | US84 (4 Wo.)US | — |                                            |
| 1966 | You’ve Got Your Troubles –                                 | — | R&B48 (2 Wo.)R&B | B-Seite von Uptight (Everything’s Alright) |
| 1968 | Face It Girl, It’s Over Easy                               | US29 (14 Wo.)US | R&B15 (7 Wo.)R&B |                                            |
| 1968 | Peace of Mind The Sound of Nancy Wilson                    | US55 (7 Wo.)US | R&B24 (8 Wo.)R&B |                                            |
| 1969 | You’d Better Go Nancy                                      | — | R&B44 (2 Wo.)R&B |                                            |
| 1969 | Can’t Take My Eyes Off You Hurt So Bad                     | US52 (10 Wo.)US | R&B27 (6 Wo.)R&B |                                            |
| 1970 | Now I’m a Woman                                            | US93 (3 Wo.)US | R&B41 (4 Wo.)R&B |                                            |
| 1974 | Streetrunner All in Love Is Fair                           | — | R&B46 (10 Wo.)R&B |                                            |
| 1974 | You’re as Right as Rain All in Love Is Fair                | — | R&B10 (14 Wo.)R&B |                                            |
| 1975 | He Called Me Baby Come Get to This                         | — | R&B74 (8 Wo.)R&B |                                            |
| 1975 | Don’t Let Be Lonely Tonight Come Get to This               | — | R&B54 (9 Wo.)R&B |                                            |
| 1976 | Now This Mother’s Daughter                                 | — | R&B91 (3 Wo.)R&B |                                            |
| 1976 | In My Loneliness (When We Were One) This Mother’s Daughter | — | R&B96 (2 Wo.)R&B |                                            |
| 1977 | I’ve Never Been to Me                                      | — | R&B47 (13 Wo.)R&B |                                            |
| 1978 | I’m Gonna Let Ya Music on My Mind                          | — | R&B94 (5 Wo.)R&B |                                            |
| 1979 | Life, Love and Harmony                                     | — | R&B83 (6 Wo.)R&B |                                            |
| 1990 | Don’t Ask My Neighbors A Lady with a Song                  | — | R&B83 (5 Wo.)R&B |                                            |
| 1991 | Do You Still Dream About Me A Lady with a Song             | — | R&B64 (8 Wo.)R&B |                                            |
| 1994 | Love Won’t Let Me Wait Love, Nancy                         | — | R&B65 (9 Wo.)R&B |                                            |
| 1994 | I Can’t Make You Love Me Love, Nancy                       | — | R&B87 (4 Wo.)R&B |                                            |

Weitere Singles
- 1961: My Foolish Heart
- 1961: Give Him Love
- 1961: Guess Who I Saw Today
- 1962: You Don’t Know What Love Is
- 1963: You Can Have Him
- 1963: That’s All I Want for Christmas
- 1964: Don’t Rain on My Parade
- 1964: And Satisfy
- 1965: Welcome, Welcome
- 1965: Where Does That Leave Me
- 1965: I’ll Only Miss Him When I Think of Him
- 1965: No One Else But You
- 1966: (You Got) The Power of Love
- 1966: That Special Way
- 1966: I’ll Make a Man of the Man
- 1967: In the Dark
- 1967: Don’t Look Over Your Shoulder
- 1967: Ode to Billie Joe
- 1968: In a Long White Room
- 1969: Got It Together
- 1970: Waitin’ for Charlie to Come Home
- 1970: This Girl Is a Woman Now
- 1971: The Greatest Performance of My Life
- 1973: We Can Make It Baby
- 1979: Sunshine
- 1987: Forbidden Lover (mit Carl Anderson)
- 1988: Quiet Fire
- 1991: Epilogue (feat. Barry Manilow)
- 1997: Hello Like Before